# Castelo de São Marcos

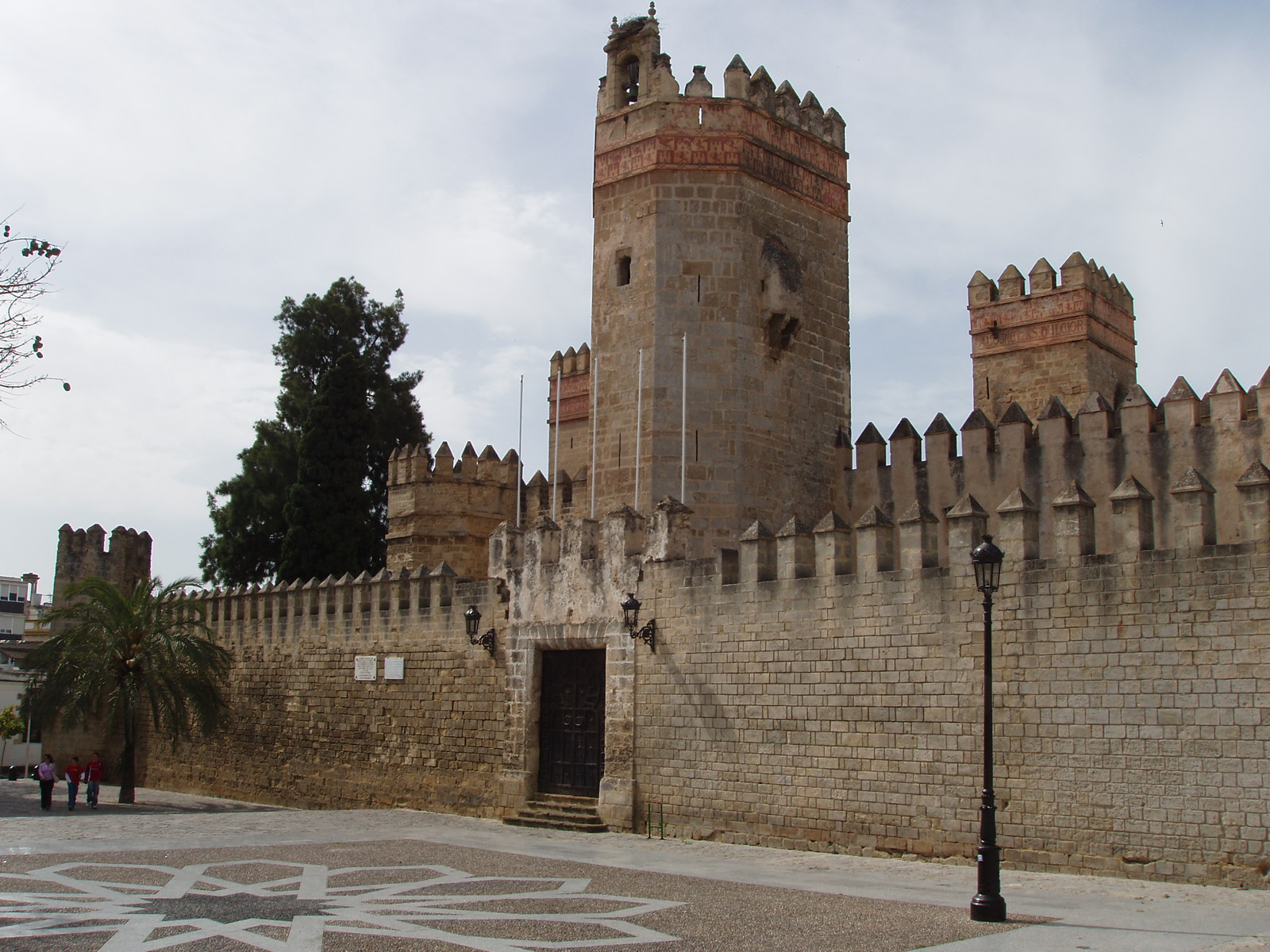
Castelo de São Marcos, Espanha.

O Castelo de São Marcos localiza-se no município de Porto de Santa Maria, província de Cádiz, na comunidade autónoma de Andaluzia, na Espanha.
Trata-se de uma igreja fortificada, edificada sobre as fundações de uma mesquita do século X, por iniciativa do rei Afonso X de Leão e Castela em louvor à Virgem Maria, após a conquista da cidade aos muçulmanos.
Actualmente em mãos de particulares, encontra-se bem conservada e aberta à visitação pública, servindo ainda como palco para a realização de festivais de música medieval e como cátedra de estudos sobre Afonso X.